# Salão Internacional do Vinho, Pescado e Agroalimentar
O Salão Internacional do Setor Alimentar e Bebidas (SISAB PORTUGAL) é um evento anual de negócios do setor agroalimentar português.
Considerado o maior salão nacional do sector agroalimentar e bebidas no país[carece de fontes?], caracteriza-se por apresentar exclusivamente marcas nacionais ao universo dos importadores internacionais do sector[carece de fontes?]. Por essa razão tem merecido a atenção[carece de fontes?], além das empresas privadas portuguesas, de organismos oficiais como o AICEP, o Ministério da Economia, o Ministério da Agricultura Desenvolvimento e Pescas e o Ministério dos Negócios Estrangeiros entre outros[carece de fontes?].
O evento desenvolve-se ao longo de três dias, tendo lugar demonstrações, provas e degustações (desde vinhos a águas minerais, passando pelos azeites e outros produtos alimentares), a mostras de culinária, onde os pratos são confeccionados com produtos das empresas presentes que, dessa forma, submetem esses produtos à apreciação dos potenciais clientes vindos de todo o mundo.
O evento vem ocorrendo anualmente desde 1995. A edição 2008 recebeu 2000 presenças entre compradores internacionais e expositores. Nele as empresas portuguesas deram a conhecer produtos como vinhos, lacticínios, azeites, conservas, produtos biológicos, congelados, doçaria, cervejas, sumos, pescado e frutas a importadores e distribuidores de 70 países[carece de fontes?].
O SISAB 2014 teve lugar nos dias 17 a 19 de Fevereiro de 2014 no MEO Arena, em Lisboa.